# 17 juillet
Pour les articles homonymes, voir Dix-Sept-Juillet.
17 juin 17 août
Chronologies thématiques
- Croisades
- Ferroviaires
- Sports
- Disney
- Anarchisme
- Catholicisme

Abréviations / Voir aussi
- (° 1852) = né en 1852
- († 1885) = mort en 1885
- a.s. = calendrier julien
- n.s. = calendrier grégorien
- Calendrier
- Calendrier perpétuel
- Liste de calendriers
- Naissances du jour

Le 17 juillet est le 198e jour de l'année du calendrier grégorien, 199e lorsqu'elle est bissextile, il en reste ensuite 167.
Son équivalent était généralement le 29 messidor du calendrier républicain français, officiellement dénommé jour du blé.

## Événements

### XIIesiècle
- 1134 : bataille de Fraga, victoire des Almoravides sur le roi d’Aragon Alphonse 1er le Batailleur.

### XIIIesiècle
- 1203 : début du siège de Constantinople lors de la quatrième croisade.

### XVesiècle
- 1402 : Ming Yongle devient le troisième empereur de la dynastie Ming en Chine.
- 1429 : sacre de Charles VII de France à Reims.
- 1453 : bataille de Castillon, dernière grande bataille de la guerre de Cent Ans, remportée par le précédent au détriment de John Talbot (Décès infra).

### XVIIIesiècle
- 1791 : fusillade du Champ-de-Mars à Paris en France.
- 1794 : bataille de La Chambaudière pendant la guerre de Vendée.

### XXesiècle
- 1917 : la famille royale britannique est renommée maison de Windsor, en raison de l'antigermanisme de la population.
- 1918 :
  - assassinat du tsar Nicolas II de Russie et de sa famille.
  - traité de Paris entre la France et Monaco.
- 1936 : coup d'État nationaliste en Espagne, début de la guerre d'Espagne.
- 1941 : à la suite des manifestations du 14 juillet, une décision du commandement militaire allemand interdit de jouer et de chanter La Marseillaise en zone occupée en France.
- 1942 : début de la bataille de Stalingrad (Seconde Guerre mondiale).
- 1944 : catastrophe de Port Chicago en Californie.
- 1945 : début de la conférence de Potsdam entre Truman, Staline et Churchill.
- 1951 : Baudouin Ier devient roi des Belges.
- 1968 : Abdul Rahman Aref est renversé par Ahmad Hassan al-Bakr, à la tête de l'Irak.
- 1973 : Mohammad Zaher Shah est renversé par Mohammad Daoud Khan, à la tête de l'Afghanistan.
- 1976 : La reine Elizabeth II proclame l'ouverture officielle des jeux de la XXIe olympiade de l'ère moderne à Montréal.
- 1979 :
  - démission du président nicaraguayen Anastasio Somoza Debayle.
  - Simone Veil est élue Présidente du Parlement européen.
- 1984 : Laurent Fabius devient premier ministre, en France, succédant à ce poste à Pierre Mauroy.
- 1998 : adoption d'un statut de Rome qui définit les règles de fonctionnement de la Cour pénale internationale (CPI).
- 2000 : prise de pouvoir de Bachar el-Assad en Syrie.

### XXIesiècle
- 2015 : attentat de Khan Bani Saad en Irak revendiqué par l'organisation État islamique.
- 2016 : Evaristo Carvalho est élu président de Sao Tomé-et-Principe au premier tour de scrutin.

- 2025 :
  - en Syrie, malgré un accord de cessez-le-feu, les combats reprennent à Soueïda[1].
  - en Ukraine, Ioulia Svyrydenko (photo) remplace Denys Chmyhal au poste de Premier ministre et son gouvernement entre en fonction[2].

## Arts, culture et religion
- 180 : décapitation de martyrs scillitains à Carthage.
- 1048 : Damase II devient pape.
- 1794 : martyre des 16 carmélites de Compiègne, à Paris.
- 1955 : ouverture de Disneyland à Anaheim, en Californie.
- 2000 : lancement de la base de connaissance musicale collaborative et librement diffusable MusicBrainz.
- 2016 : l’U.N.E.S.C.O. inscrit au Patrimoine mondial 17 œuvres architecturales du défunt architecte français Le Corbusier.
- 2021 : le film franco-belge Titane, réalisé par Julia Ducournau, obtient la Palme d'or lors de la 74e édition du Festival de Cannes[3].

## Sciences et techniques
- 1959 : Louis et Mary Leakey découvrent à Oldway le fossile d'un homininé baptisé paranthropus boisei.
- 1975 : premier rendez-vous orbital américano-soviétique avec l'arrimage des capsules soviétique Soyouz 19 et américaine Apollo.
- 2017 : aux Pays-Bas, Broadcast Partners lance des émetteurs DAB+ à faible puissance, à la portée des bourses des petites radios locales[4].
- 2018 : annonce de la découverte de dix nouveaux satellites naturels de Jupiter ainsi que la confirmation d'un autre découvert en 2003, portant le total des escortes connues de la planète à 79.

## Économie et société
- 1899 : fondation de l'entreprise NEC.
- 1996 : chute d'un vol TWA 800 au large de Long Island.
- 2014 : le vol 17 de Malaysia Airlines est abattu en Ukraine, probablement par un missile sol-air, avec une majorité de victimes néerlandaises à son bord.
- 2016 : une fusillade à Bâton-Rouge, en Louisiane, fait 4 morts et 3 blessés.
- 2018 : signature d'un accord de libre-échange entre le Japon et l'Union européenne.
- 2019 : le projet de loi découlant de la pétition populaire « biodiversité & beauté de la nature en Bavière » est adopté par le parlement bavarois.
- 2023 : une explosion endommage le pont de Crimée.

## Naissances

### XVIIesiècle
- 1655 : Johan Gabriel Sparwenfeld, orientaliste, diplomate et linguiste suédois († 2 juin 1727).
- 1676 : César Chesneau Dumarsais, grammairien et philosophe français († 11 juin 1756).

### XVIIIesiècle
- 1797 : Paul Delaroche, peintre français († 4 novembre 1856).

### XIXesiècle
- 1837 : Joseph-Alfred Mousseau, homme politique québécois, 6e premier ministre du Québec, de 1882 à 1884 († 30 mars 1886).
- 1877 : Marie-Thérèse de Lataulade, historienne française.
- 1887 : Jack Conway, cinéaste américain († 11 octobre 1952).
- 1888 : Milán Füst, écrivain hongrois († 26 juillet 1967).
- 1889 : Erle Stanley Gardner, écrivain américain († 11 mars 1970).
- 1894 : Georges Lemaître, homme d'Église, astronome et physicien belge († 20 juin 1966).
- 1897 : Henri Smadja, patron de presse franco-tunisien († 15 juillet 1974).
- 1898 :
  - Berenice Abbott, photographe américaine († 9 décembre 1991).
  - Osmond Borradaile, caméraman et directeur de la photographie canadien († 23 mars 1999).
- 1899 : James Cagney, acteur, producteur et réalisateur américain († 30 mars 1986).

### XXesiècle
- 1903 : Janine Bouissounouse, romancière, historienne, journaliste et critique de cinéma française († 13 septembre 1978).
- 1906 : Dunc Gray, coureur cycliste sur piste australien, champion olympique en 1932 († 30 août 1996).
- 1909 : Ignace Strasfogel, compositeur et chef d'orchestre polonais († 6 février 1994).
- 1911 : Heinz Lehmann, psychiatre québécois d'origine allemande († 7 avril 1999).
- 1912 : 
  - Art Linkletter, acteur et producteur américain († 26 mai 2010).
  - Pál Kovács, escrimeur hongrois, champion olympique († 8 juillet 1995).
- 1913 : Roger Garaudy, philosophe et polémiste français († 13 juin 2012).
- 1915 : Dorothy Poynton-Hill, plongeuse américaine, double championne olympique († 18 mai 1995).
- 1917 :
  - Lou Boudreau, joueur et gérant de baseball américain († 10 août 2001).
  - Phyllis Diller, actrice américaine († 20 août 2012).
  - Christiane Rochefort, femme de lettres française († 24 avril 1998).
- 1918 : Red Sovine (en), chanteur et compositeur de musique country américain († 4 avril 1980).
- 1920 : 
  - Juan Antonio Samaranch, homme politique espagnol († 21 avril 2010).
  - Rudolf Kárpáti, escrimeur hongrois, six fois champion olympique († 1er février 1999).
- 1921 :
  - Jacqueline Ferrière-Veillot, comédienne et doublure vocale française, centenaire.
  - Louis Lachenal, alpiniste français († 25 novembre 1955).
  - Jean Lajeunesse, acteur québécois († 26 septembre 1991).
  - Mary Osborne, guitariste de jazz américaine († 4 mars 1992).
- 1923 : Léon Taverdet, prélat français († 8 août 2013).
- 1925 : 
  - Aymar Achille-Fould, homme politique français († 11 avril 1986).
  - Anita Lasker-Wallfisch, violoncelliste allemande survivante de l'Orchestre des femmes d'Auschwitz.
- 1926 : 
  - Édouard Carpentier, catcheur canadien d’origine française († 30 octobre 2010).
  - Piero Umiliani, compositeur de musique italien († 14 février 2001).
- 1928 :
  - Vince Guaraldi, musicien américain († 6 février 1976).
  - Louis Nucera, écrivain français († 9 août 2000).
- 1930 : Georges Carrère, acteur québécois d’origine française († 11 août 1995).
- 1932 :
  - Michel Conte, homme de spectacle français († 5 janvier 2008).
  - Wojciech Kilar, compositeur polonais († 29 décembre 2013).
  - Quino (Joaquín Salvador Lavado Tejón dit), dessinateur de bande dessinée argentin († 30 septembre 2020).
- 1935 :
  - Diahann Carroll, actrice et chanteuse américaine († 4 octobre 2019).
  - Donald Sutherland, acteur canadien († 20 juin 2024).
- 1938 : Hermann (Hermann Huppen dit), dessinateur de bande dessinée belge.
- 1939 :
  - Andrée Champagne, actrice et femme politique québécoise († 6 juin 2020).
  - Spencer Davis, chanteur et guitariste britannique († 20 octobre 2020).
  - Alain Geismar, homme politique français.
- 1941 : 
  - Jean-Claude Bourret, journaliste et écrivain français.
  - Marina Oswald Porter, épouse de Lee Harvey Oswald.
- 1942 : Gale Garnett (en), chanteuse et actrice canadienne d’origine néo-zélandaise.
- 1943 : Bernard Duprat, joueur de rugby à XV français.
- 1944 : 
  - Jean-Claude Brisseau, réalisateur français († 11 mai 2019).
  - David Hemery, athlète anglais, champion olympique sur 400 m haies.
- 1946 : 
  - Toktar Aubakirov (Тоқтар Онғарбайұлы Әубәкіров), spationaute kazakh.
  - José Catieau, cycliste sur route français.
- 1947 : Camilla Parker Bowles, duchesse de Cornwall.
- 1948 :
  - Ronald « Ron » Asheton, musicien américain, guitariste et bassiste du groupe The Stooges († 6 janvier 2009).
  - Cathy Ferguson, nageuse américaine, double championne olympique.
- 1949 :
  - Geezer Butler, bassiste britannique du groupe Black Sabbath.
  - Bruno Pradal, acteur français († 19 mai 1992).
- 1950 :
  - Phoebe Snow, chanteuse, guitariste et compositrice américaine († 26 avril 2011).
  - P. J. Soles, actrice et productrice germano-américaine.
- 1952 :
  - David Hasselhoff, acteur américain.
  - Nicolette Larson, chanteuse américaine († 16 décembre 1997).
  - Dahane Ahmed Mahmoud, homme politique mauritanien.
- 1953 : 
  - Pierre Oba, homme politique congolais.
  - Chiau Wen-Yan, législateur et homme politique taïwanais.
- 1954 :
  - Michel Field, journaliste français, cadre de la télévision publique.
  - Angela Merkel, scientifique et femme politique allemande, chancelière fédérale depuis 2005.
  - Joseph Michael Straczynski, producteur américain.
- 1955 : 
  - Sylvie Léonard, actrice québécoise.
  - Gu Yong-ju, boxeur nord-coréen, champion olympique († mars 2001).
- 1956 : 
  - Norbert Krief, guitariste français.
  - Bryan Trottier, joueur de hockey sur glace canadien.
- 1957 : 
  - Jean-Claude Dunyach, romancier français.
  - Fabio Dal Zotto, escrimeur italien, champion olympique.
  - Regina Askia-Williams, haute fonctionnaire nigériane.
- 1958 : Wong Kar-wai (王家衛), cinéaste hongkongais.
- 1959 : Janet Lynn Kavandi, astronaute américaine.
- 1961 : 
  - Guru (Keith Elam dit), rappeur américain († 19 avril 2010).
  - Blair Horn, rameur d'aviron canadien, champion olympique.
- 1962 : Jay Barrs, archer américain, champion olympique.
- 1963 :
  - Souha Arafat, veuve de Yasser Arafat, président de l'Autorité palestinienne.
  - Matti Nykänen, sauteur à ski finlandais.
- 1964 : 
  - Rick Allison, auteur-chanteur-compositeur canadien d'origine belge.
  - Heather Langenkamp, actrice américaine.
- 1965 : Peter Rafael, chanteur allemand († 22 février 2008).
- 1968 : Bitty Schram, actrice américaine.
- 1969 :
  - Jason Clarke, acteur australien.
  - Jaan Kirsipuu, cycliste sur route estonien.
- 1970 : Mandy Smith, chanteuse et mannequin britannique.
- 1972 :
  - Molly Parker, actrice et productrice canadienne.
  - Eric Williams, basketteur américain.
- 1975 :
  - Darude, producteur et disc jockey de Trance, dance et house progressive finlandais.
  - Cécile de France, actrice belge.
  - Terence Tao, mathématicien australien et américain.
  - Vincent Vittoz, fondeur français.
- 1976 : Luke Bryan, chanteur américain de musique country.
- 1977 :
  - Leif Hoste, cycliste sur route belge.
  - Justin Dede Kodoro, homme politique de la République Démocratique du Congo.
  - Marc Savard, joueur de hockey sur glace canadien.
- 1978 :
  - Frédéric Adjiwanou, basketteur français.
  - Jason Jennings, joueur de baseball américain.
  - Émilie Simon, auteure-compositrice-interprète française.
- 1980 : Rachid Ramzi, athlète de demi-fond marocain puis bahreïnien.
- 1981 : Mélanie Thierry, mannequin et actrice française.
- 1983 :
  - Thomas Pochelu, joueur de rugby français.
  - Joker Xue, auteur-compositeur-interprète chinois.
- 1985 :
  - Loui Eriksson, joueur de hockey sur glace suédois.
  - Tom Fletcher, musicien britannique du groupe McFly.
- 1987 : Jan Charouz, pilote de courses automobile tchèque.
- 1990 : Laura Gómez, patineuse de vitesse colombienne.
- 1992 :
  - Thanásis Antetokoúnmpo (Θανάσης Αντετοκούνμπο), basketteur grec.
  - Mehdy Metella, nageur français.
- 1994 : Benjamin Mendy, footballeur français.
- 1995 : Ida Ovmar, mannequin et reine de beauté suédoise.

## Décès

### Xesiècle
- 924 : Édouard l'Ancien, roi des Anglo-Saxons (d'outre-Manche vis-à-vis de la Saxe) de 899 à sa mort (° vers 874 / 877 ?).

### XIesiècle
- 1085 : Robert Guiscard, duc d'Apulie et de Calabre (° vers 1020).

### XIIesiècle
- 1134 : Aymeri II, vicomte de Narbonne (° non précisée).

### XVesiècle
- 1453 à la bataille de Castillon supra : John Talbot, militaire anglais (° vers 1384).

### XVIesiècle
- 1566 : Bartolomé de las Casas, prêtre espagnol (° v. 11 novembre 1484).
- 1588 : Sinan, architecte ottoman (° 15 avril 1489).

### XVIIIesiècle
- 1762 : Pierre III (Пётр III Фёдорович), tsar de Russie de janvier à juillet 1762 (° 21 février 1728).
- 1790 : Adam Smith, philosophe et économiste écossais britannique (° 5 juin 1723).
- 1793 : Charlotte Corday, révolutionnaire française, meurtrière de Jean-Paul Marat (° 27 juillet 1768).
- 1794 : Carmélites de Compiègne, le lendemain de leur fête de Notre-Dame du Mont-Carmel.

### XIXesiècle
- 1857 : Frédéric Sauvage, ingénieur français (° 20 septembre 1786).
- 1885 : Jean-Charles Chapais, homme politique québécois (° 2 décembre 1811).
- 1886 : David Stevenson, ingénieur britannique (° 11 janvier 1815).
- 1893 : Antoine Racine, évêque québécois (° 26 janvier 1822).
- 1894 : Leconte de Lisle, poète français (° 22 octobre 1818).

### XXesiècle
- 1904 : Wilhelm Marr, journaliste allemand (° 16 novembre 1819).
- 1912 :
  - Bronisław Abramowicz, peintre polonais (° 1837).
  - Henri Poincaré, mathématicien, physicien et philosophe français (° 29 avril 1854).
- 1918, massacre de la famille impériale russe par les bolchéviks : 
  - Nicolas II (Николай Александрович Романов), tsar de Russie de 1894 à 1917 (° 18 mai 1868),
  - Alexandra, tsarine (° 6 juin 1872 ),
  - Olga (° 15 novembre 1895),
  - Tatiana (° 10 juin 1897),
  - Maria (° 26 juin 1899),
  - et Anastasia (° 18 juin 1901), grandes duchesses de Russie,
  - Alexis, tsarévitch (° 12 août 1904).
- 1925 : Lovis Corinth, artiste peintre, graveur et illustrateur allemand (° 21 juillet 1858).
- 1927 : Luise Adolpha Le Beau, pianiste et compositrice allemande (° 25 avril 1850).
- 1928 : Álvaro Obregón, homme politique mexicain, président du Mexique de 1920 à 1924 (° 19 février 1880).
- 1937 : Gabriel Pierné, compositeur et chef d'orchestre français (° 16 août 1863).
- 1938 : Robert Wiene, cinéaste allemand (° 27 avril 1873).
- 1947 : Sisowath Youtevong (អ្នកអង្គម្ចាស់ ស៊ីសុវត្ថិ យុត្តិវង្ស), homme politique cambodgien, premier ministre cambodgien de 1946 à 1947 (° 1913).
- 1959 : Billie Holiday, chanteuse américaine (° 7 avril 1915).
- 1961 : Tyrus Raymond « Ty » Cobb, joueur de baseball américain (° 18 décembre 1886).
- 1967 :
  - Émile-Georges Barrillon, ingénieur naval français (° 1er avril 1879).
  - John Coltrane, musicien américain (° 23 septembre 1926).
- 1970 : Yorgui Koli, officier tchadien puis français, compagnon de la Libération (° 8 janvier 1896).
- 1974 : Dizzy Dean (Jay Hanna Dean dit), joueur de baseball américain (° 16 janvier 1910).
- 1978 : Thayer David, acteur américain (° 4 mars 1927).
- 1984 : Denise Morelle, actrice québécoise (° 3 décembre 1926).
- 1986 : René de La Croix de Castries, historien et académicien français (° 6 août 1908).
- 1988 : Bruiser Brody (Frank Goodish dit), catcheur (lutteur professionnel) américain (° 18 juin 1946).
- 1995 : Juan Manuel Fangio, coureur automobile argentin (° 24 juin 1911).
- 1996 :
  - Chas Chandler, bassiste anglais du groupe The Animals (° 18 décembre 1938).
  - Paul Touvier, policier de la Milice française condamné pour meurtre contre l'humanité (° 3 avril 1915).
- 1997 :
  - René-Jean Dupuy, juriste français (° 7 février 1918).
  - Robert C. Weaver, homme politique américain (° 29 décembre 1917).
- 1998 :
  - John Joseph Carberry, cardinal de l'église catholique américain (° 31 juillet 1904).
  - Lamberto Gardelli, chef d'orchestre italien (° 8 novembre 1915).
  - Michael James Lighthill, mathématicien britannique (° 23 janvier 1924).
  - Joseph Maher, acteur américain (° 29 décembre 1933).
  - Roger Quilliot, homme politique français (° 19 juin 1925).
  - Claudia Testoni, athlète de haies italienne (° 19 décembre 1915).
- 2000 : Pascale Audret, actrice française (° 12 octobre 1936).

### XXIesiècle
- 2001 : 
  - Katharine Graham, femme de presse américaine (° 16 juin 1917).
  - Morris (Maurice de Bevere dit), dessinateur de bandes dessinées belge (° 1er décembre 1923).
- 2004 : Pat Roach, catcheur et acteur britannique (° 19 mai 1937).
- 2005 :
  - Laurel Aitken, chanteur jamaïquain (° 22 avril 1927).
  - Edward Heath, homme politique britannique, premier ministre du Royaume-Uni de 1970 à 1974 (° 9 juillet 1916).
  - Geraldine Fitzgerald, actrice américaine (° 24 novembre 1913).
  - Antonella Lama, Miss Suisse romande 2005 (° 1983).
  - Albert Schatz, microbiologiste américain (° 2 février 1920).
  - Marie Vierdag, nageuse néerlandaise (° 22 septembre 1905).
- 2006 :
  - Sergius Golowin, écrivain et chercheur en mythologie suisse (° 31 janvier 1930).
  - El Hachemi Guerouabi, chanteur de chaâbi algérien (° 6 janvier 1938).
  - Sam Myers, musicien et compositeur américain (° 19 février 1936).
  - Walter Renschler, homme politique suisse (° 20 avril 1932).
  - Mickey Spillane, écrivain américain (° 9 mars 1918).
- 2007 : Teresa Stich-Randall, artiste lyrique américaine (° 24 décembre 1927).
- 2009 :
  - Walter Cronkite, journaliste et présentateur du journal télévisé américain CBS Evening News (° 4 novembre 1916).
  - Jean Margéot, prélat mauricien (° 3 février 1916).
  - Gordon Waller (en), auteur-compositeur-interprète et guitariste britannique du groupe Peter and Gordon (° 4 juin 1945).
- 2010 : Bernard Giraudeau, acteur, cinéaste et écrivain français (° 18 juin 1947).
- 2011 :
  - Juan Maria Bordaberry, homme politique uruguayen, président de l'Uruguay de 1972 à 1976 (° 17 juin 1928).
  - Taiji Sawada (沢田泰司), bassiste japonais (° 12 juillet 1966).
- 2015 : Jules Bianchi, pilote de Formule 1 français (° 3 août 1989).
- 2016 : Raymonde Tillon, résistante et femme politique française (° 22 octobre 1915).
- 2019 : Andrea Camilleri, écrivain italien (° 6 septembre 1925).
- 2020 :
  - Zizi Jeanmaire (Renée Marcelle Jeanmaire dite), danseuse de ballet, chanteuse, meneuse de revue et actrice française (° 29 avril 1924).
  - John R. Lewis, militant et homme politique américain, figure du Mouvement des droits civiques, délégué démocrate du 5e district congressionnel de Géorgie à la Chambre des représentants des États-Unis (° 21 février 1940).
  - Marian Więckowski, cycliste polonais (° 8 septembre 1933).
- 2021 : 
  - Pilar Bardem, actrice espagnole et mère de Javier Bardem (° 14 mars 1939).
  - Dolores Claman, compositrice et pianiste canadienne (° 6 juillet 1927).
  - Claudine Hermann, physicienne française (° 19 décembre 1945).
  - Williams Martínez, footballeur international uruguayen (° 18 décembre 1982).
  - Angéline Nadié, actrice ivoirienne (° 1er janvier 1982).
  - Marcel Queheille, coureur cycliste français (° 16 mars 1930).
  - Jacqueline Sassard, actrice française (° 13 mars 1940).
  - Robby Steinhardt, violoniste et chanteur américain de rock (° 25 mai 1950),
  - Milan Zivadinovic, footballeur puis entraîneur yougoslave puis serbe (° 15 décembre 1944).
- 2024 :
  - Cheng Pei-pei,  actrice chinoise (° 4 décembre 1946).
  - Fernand Frantz, pasteur luthérien français (° 14 avril 1921).
  - Sigma Huda, avocate bangladaise (° 1945).
  - Alcides Lanza, compositeur, chef d'orchestre, pianiste et professeur de musique canadien (° 2 juin 1929).
  - Marcel Migozzi, poète français (° 6 mars 1936).
  - Farhad Moshiri, plasticien iranien (° 1963).
  - Nonce Paolini, dirigeant d'entreprise français (° 1er avril 1949).
  - Réjean Parent, enseignant, syndicaliste et chroniqueur canadien (° 22 juillet 1952).
  - Rosa Regàs, romancière espagnole (° 11 novembre 1933).
  - Avraham Trahtman, mathématicien et chercheur israélien  (° 10 février 1944).
  - Happy Traum, guitariste folk américain (° 9 mai 1938).
- 2025 :
  - Felix Baumgartner, parachutiste autrichien et premier homme à franchir le mur du son en chute libre (° 20 avril 1969).
  - Alan Bergman, parolier et compositeur américain (° 11 septembre 1925).
  - Bryan Braman (en), joueur américain de football américain (° 4 mai 1987).
  - Jean Tartier, pasteur protestant français (° 22 février 1942).
  - Udo Voigt, homme politique et politologue allemand (° 14 avril 1952).

## Célébrations

### Internationales
- Cour pénale internationale : Journée mondiale de la justice internationale.
- Journée mondiale des "émojis" (non officielle)[5].

### Nationales
- Corée du Sud : fête de la Constitution commémorant l'adoption de la Constitution de 1948[6].
- Japon : Gion Matsuri (祇園祭), festival commémorant la lutte contre une peste à Kyoto en 869.
- Orihuela (Espagne & Union européenne à zone euro) : fête de la Reconquête (es) de la péninsule ibérique sur les anciens Maures l'ayant occupée.
- Slovaquie (Union européenne à zone euro) : Výročie deklarácie o zvrchovanosti (en) / jour de l'indépendance (voir aussi martyre de Paul Gojdich en 1960 ci-après).

### Saints des Églises chrétiennes

#### Saints catholiques et orthodoxes du jour
Référencés ci-après in fine, :
- Alexis de Rome († vers 411) -ou « Alexis l'Homme-de-Dieu » ou « Alexis d'Édesse »-, mendiant légendaire de Rome, populaire au XVIIe siècle ; fêté le 17 mars par les Églises orthodoxes[9], voir aussi les 17 février.
- Colman de Stockerau († 1012) -ou « Coloman » ou « Colomban »-, Irlandais (ou Écossais ?) d'origine, soupçonné d'espionnage et martyrisé à Stockerau près de Vienne en Autriche alors qu'il faisait pèlerinage vers la Terre sainte ; fêté le 13 octobre par les Églises orthodoxes[10].
- Ennode de Pavie (474/475 - 521) -ou « Magnus Felix Ennodius » ou « Evodius »-, natif d'Arles en Provence, évêque de Pavie en Lombardie.
- Frégaud († vers 740) -ou « Frédégand »-, Irlandais d'origine, higoumène (abbé) de Deurne près d'Anvers dans le Brabant.
- Hyacinthe d'Amastris (IVe siècle), martyr à Amastris en Paphlagonie ; fêté le 18 juillet par les Églises orthodoxes[11].
- Saintes Juste et Rufine de Séville († vers 287) -ou « Justa » et « Rufina »-, vierges, potières de profession, martyres à Séville en Andalousie ; fêtées le 19 juillet par les Églises orthodoxes[12].
- Kenelm († vers 812 ou 822) -ou « Cynehelm »-, fils du roi Coenwolf de Mercie, martyr assassiné à sept ans sur ordre d'un membre de sa famille.
- Livier de Marsal († vers 490) -ou « Livaire » ou « Libarius »-, né à Metz, martyr à Marsal en Lorraine.
- Marcelline († 398 ou 399), vierge, sœur de saint Ambroise de Milan, moniale à Monza en Lombardie (398 ou 399).
- Sperat et d'autres martyrs scillitains († 180), martyrs[13] de Scilli (actuellement Kasserine en Tunisie) sous l'empereur romain Commode.
- Théodose d'Auxerre († entre 512 et 516), évêque d'Auxerre en Bourgogne.
- André Svorad -ou « Zorard »- et Benoît de Szkalka (XIe siècle), originaires de Pologne, ermites dans les Carpates sur le mont Zobor en Hongrie près d'un monastère bénédictin (voir encore 11 juillet et 30 novembre).

#### Saints et bienheureux catholiques du jour
référencés ci-après :
- Bénigne de Vallombreuse († 1236), bienheureux florentin qui entra chez les moines de Vallombreuse.
- Des carmélites de Compiègne (†1794) au nombre de 16 religieuses condamnées à mort le 17 juillet 1794 par le Tribunal révolutionnaire pour motif de « fanatisme et de sédition » durant la Terreur[14] et guillotinées place du Trône à Paris sous la première Révolution française, à savoir par exemple :
  - Charlotte de la Résurrection (1715 - 1794) -ou « Anne Marie Madeleine Françoise Thouret »-.
  - Constance de Jésus (1765 - 1794) -ou « Marie-Geneviève Meunier »-.
  - Euphrasie de l’Immaculée Conception (1736 - 1794) -ou « Marie-Claude Brard »-.
- Hedwige (1374 - 1399), princesse bosniaque née en Hongrie, couronnée « roi de Pologne » en 1384.
- Léon IV († 855), 103e pape de l'Église catholique romaine, de 847 à 855 (après le saint pape Léon des 10 novembre).
- Paul Gojdich (1888 - 1960) ou Pavol Peter Gojdič, bienheureux, évêque dans l'éparchie de Prešov en Slovaquie et martyr sous le régime communiste d'occupation soviétique de la seconde moitié du XXe siècle (outre les autres saints-Paul).
- Pierre Liu Ziyu († 1900), martyr en Chine à Zhujiaxiezhuang près de Shenxian dans la province du Hebei (outre les autres saints-Pierre).
- Simon Stock († vers 1265), bienheureux, carme anglais mort en visitant les couvents de son Ordre à Bordeaux ; fêté principalement le 16 mai[15].

#### Saints orthodoxes
Outre les saints œcuméniques voire pré-schismatiques ci-avant, aux dates parfois "juliennes" / orientales ...
- Nersès de Lampron († 1198) - « Nersès de Lampron » ou « Nersès de Lamprun »-, archevêque de Tarse né à Lampron en Cilicie (Arménie).
- Irénarque de Russie († 1628), moine du monastère de Solovki dans le grand nord de la Russie où furent plus tard martyrisés de nombreux autres chrétiens.

### Prénoms du jour
Bonne fête aux Charlotte (de) et ses variantes voire diminutifs : Carole, Carola, Caroline, Carolina, Carlota, Carla, Carlita, Carlotta, Charlène, Charline, Charli, Charlie, Charley, Charly, Charlyne, Charlottine, Karola, Karela, Lotte, Lottie, Lotty voire Shirley (voir encore la saint-Charles et les Karl etc. des 4 novembre, les Carmel(l)a des 16 juillet la veille, Camil(l)a etc. des 14).
Et aussi aux :
- Edwige et ses variantes Edvige et Hedwige.
- Marceline et ses variantes Marcelina, Marcellina et Marcelline (voir Marcelle les 31 janvier, Marcel les 16 janvier).

## Tradition et superstition

### Dicton
« À Saint-Alexis, foin occis. ».

### Astrologie
Signe du zodiaque : 26e jour du signe astrologique du cancer.

## Toponymie
Les noms de plusieurs voies, places, sites ou édifices de pays ou régions francophones contiennent cette date sous diverses graphies : voir Dix-Sept-Juillet .